# Рюхина, Ирина Сергеевна
Ирина Сергеевна Рюхина (род. 20 апреля 1986, Ленинград, РСФСР, СССР) — российская баскетболистка, выступавшая в амплуа защитника. Неоднократный призёр многих международных соревнований в составе молодёжных сборных России по баскетболу, бронзовый медалист чемпионата России. Мастер спорта международного класса.

## Биография
Ирина Рюхина — воспитанница Василеостровского СДЮШОР города Санкт-Петербурга, тренировалась у прославленного тренера Киры Тржескал. Первым профессиональным клубом в её карьере стала местная «Балтийская Звезда». В своём первом сезоне в «Суперлиге» она выиграла бронзовую медаль, сыграв за команду 5 матчей, в том числе отметившись в поединке за 3-е место. После окончания сезона тренер «Балтийской Звезды» и по совместительству тренер юниорской сборной Кира Тржескал, взяла её на чемпионат Европы в Словакию. Ирина вместе со своими подругами завоёвывает золотые медали европейского первенства, при этом она лучший распасовщик команды (22 атакующие передачи).
Сезон 2004/05 начинается с розыгрыша Мировой лиги, где Ирина, в родных стенах, занимает с командой 3-е место. В том сезоне она становится полноценным игроком «Балтийской Звезды»: 25 матчей в чемпионате России и 12 в Евролиге ФИБА. После окончания сезона баскетболистка выступает за сборную России на юниорском первенстве мира в Тунисе, где она вновь лучшая в команде по передачам (24).
В сезоне 2005/06 Ирина, отыграв за питерскую команду 2 игры, уехала в Польшу выступать за один из «грандов» польского баскетбола «Лотос». За два года проведенных в Гдыне баскетболистка выиграла национальный кубок и 2 серебряные медали чемпионата Польши.
Играя за рубежом, баскетболистка постоянно находилась в поле зрения тренерского штаба молодёжной сборной России. В 2006 году у неё золотая медаль европейского первенства и снова она лучшая по атакующим передачам (2,2 в среднем за игру), а в 2007 году Ирина участница молодёжного чемпионата мира, который проходил в Видном.
В 2007 году Рюхина возвращается в Россию, где сначала выступает за московское «Динамо», а затем за питерский «Спартак». В 2009 году баскетболистка принимает решение о завершении карьеры в баскетболе и вкладывает свои деньги в организацию агентства, представляющего услуги спортивных психологов.
В настоящий момент Ирина Рюхина является руководителем общества с ограниченной ответственностью «Агентство спортивной психологии».

### Статистика выступлений за сборную России (средний показатель)
| Сборная        | Сезон | Место | Чемпионат | Чемпионат | Чемпионат | Чемпионат |
| Сборная        | Сезон | Место | Игр       | Очк       | Подб      | Перед     |
| -------------- | ----- | ----- | --------- | --------- | --------- | --------- |
| ЧЕ (до 18 лет) | 2004  | 1     | 8         | 8,4       | 5,1       | 2,8       |
| ЧЕ (до 20 лет) | 2006  | 1     | 6         | 5,0       | 3,7       | 2,2       |
| ЧМ (до 19 лет) | 2006  | 4     | 8         | 4,8       | 3,1       | 3,0       |
| ЧМ (до 21 лет) | 2007  | 4     | 7         | 5,3       | 3,0       | 1,7       |

## Достижения
- Чемпион Европы среди юниорок: 2004
- Чемпион молодёжного первенства Европы: 2006
- Бронзовый призёр Мировой лиги: 2004
- Серебряный призёр чемпионата Польши: 2006, 2007
- Бронзовый призёр чемпионата России: 2004
- Обладатель кубка Польши: 2007